# Piriqueta tamberlikii
Piriqueta tamberlikii är en passionsblomsväxtart. Piriqueta tamberlikii ingår i släktet Piriqueta och familjen passionsblomsväxter.

## Underarter
Arten delas in i följande underarter:
- P. t. rotundifolia
- P. t. tamberlikii